# Club Sport Herediano Femenino
El Club Sport Herediano Femenino es un equipo de fútbol femenino y que actualmente juega en el torneo de la Primera División Femenina de Costa Rica . Las rojiamarillas, apodo que adoptan al ser parte de la institución del Club Sport Herediano, ganaron su primer título de la Primera División Femenina de Costa Rica el 23 de noviembre de 2020 tras ganar la fase regular y la cuadrangular final, caso que las eximió de jugar la final del torneo.

## Historia
El Club Sport Herediano Femenino es fundado a mediados de los noventa y obtiene tres títulos nacionales de primera división en 1996, 1997 y 1998, siendo su goleadora histórica Jackeline Álvarez con 22 goles en 1997 y 35 en 1998, proclamándose campeona de goleo general.
En abril del 2014, el Club Sport Herediano presentó a su primer equipo femenino, con figuras de la talla de Nohelia Bermúdez, Ana Marín y Jackeline Álvarez, la goleadora histórica del fútbol costarricense. En ese año el club tomó la franquicia del equipo de Flores. En ese entonces era dirigido por Mariela Iglesias, que había trabajado con equipos como la Universidad Latina. 
El 18 de septiembre de 2019, el Club Sport Herediano firmó un convenio de cooperación con la Asociación Deportiva Moravia, para tener representación en la Primera División del fútbol femenino. Tras este acuerdo, la franquicia de A.D Moravia pasará a ser parte de Fuerza Herediana y a su vez el equipo femenino del Herediano a partir del 2020.
Comunicado de prensa con el anuncio del convenio:

" En aras de seguir dando pasos de gigante a nivel nacional e internacional nos unimos, la Asociación Deportiva Moravia será ahora la representación en el fútbol femenino del Club Sport Herediano, gracias a un convenio que se firmó entre moravianos de cepa, las dos mejores estructuras a nivel deportivo en las dos ramas del fútbol nacional trabajan en conjunto y traerán nuevas glorias a este cantón, y ambas instituciones."

El Club Sport Herediano debutaba en el primer semestre del 2020 pero debido a la pandemia de COVID-19 el torneo tuvo que ser cancelado. Era así que tras diferentes acuerdos, la UNIFFUT decide jugar el torneo de Clausura 2020 tomando las medidas sanitarias necesarias. 
Tras un torneo de alto nivel de competencia, el Herediano F.F logra el liderato general del torneo y así garantizaba un boleto para una posible gran final. Por la mecánica del torneo, se debía jugar una cuadrangular para conocer al otro equipo finalista; sin embargo, el mismo Herediano F.F ganó dicha cuadrangular al empatar 1 a 1 con el Saprissa F.F lo que le garantizaba anticipadamente el campeonato de Primera División Femenina.
El Club Sport Herediano en el Torneo Apertura 2021, se ubicó en la tercera posición con 27 puntos, con derecho a semifinales. En semifinales se enfrentó ante el Deportivo Saprissa, logrando vencer las en el marcador global 3-5, clasificando a la final. En la final se enfrentó ante la L.D Alajuelense, siendo el marcador global 3-3, teniéndose que definir en tiempos extras, sin moverse el marcador, el encuentro se definió en tanda de penales, siendo derrotadas en el marcador 5-4, quedando como subcampeonas del Torneo Apertura 2021.
Antes del inicio del campeonato del Torneo Apertura 2024, el 18 de diciembre de 2023, el equipo Club Sport Herediano anunció que abandona el fútbol femenino de la primera división, las secciones de las categorías U-20, U-17, U-15 y U-13 se mantendrían participando en las competiciones de la UNIFFUT.

## Estadio

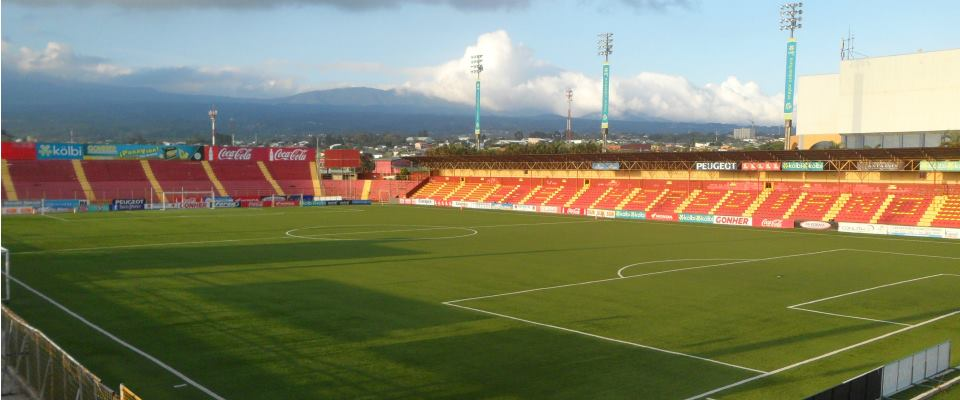
Estadio Eladio Rosabal Cordero.

La construcción de un estadio en la ciudad de Heredia inició el 22 de diciembre de 1945, bajo la dirección de Rafael Herrera
El Consejo Municipal del Cantón Central jugó un papel fundamental al donar dos terrenos al Club Sport Herediano, eso sí, con una serie de condiciones: la obra debía de estar terminada en un plazo no mayor de cinco años, facilitar el estadio para otros eventos deportivos del cantón, y por sobre todo, el Club no puede vender el inmueble dentro de un plazo de 99 años contados a partir del otorgamiento de la escritura de venta y solo pueden ser hipotecados, para invertir estos fondos en la construcción o mantenimiento del inmueble.
El estadio tiene como fecha inaugural el 21 de agosto de 1949, donde se disputó el primer encuentro contra la Sociedad Gimnástica Española, con un marcador de 3 a 1 a favor del Club Sport Herediano. Sin embargo, se ha debatido esta fecha inaugural debido a la carencia de un documento en actas que haga referencia a dicho enfrentamiento para ser considerado como juego de inauguración oficial. El primer juego del equipo femenino fue el 18 de septiembre de 2019 en un partido contra Coronado.
En la actualidad, el reducto cuenta con una capacidad para 8.700 espectadores, y es propiedad de la Asociación Deportiva Club Sport Herediano. Las localidades del estadio están divididas en: Sol General, Sol Numerado, Sombra Numerada y Palcos, así como las oficinas administrativas Rafael Herrera.
Para mediados del 2017, el estadio será objeto de una importante remodelación, la cual se irá abarcando por etapas, para finalizar en el 2018 con una capacidad para albergar aficionados de 15.900 (Gradería Oeste 4.500, Gradería Norte 5.000, Gradería Este 4.000, Gradería Sur 2.400), además todo el reducto será completamente techado, se construirá un nuevo edificio de tres pisos que abarcará una zona comercial, oficinas administrativas y un gimnasio, para una inversión cercana a los $5.000.000.

## Palmarés

### Títulos nacionales
| Competiciones nacionales             | Títulos | Subcampeonatos |
| ------------------------------------ | ------- | -------------- |
| Primera División de Costa Rica (1/1) | 2020    | AP-2021        |
| Torneo de Copa de Costa Rica (0/1)   |         | 2022           |